# Конья

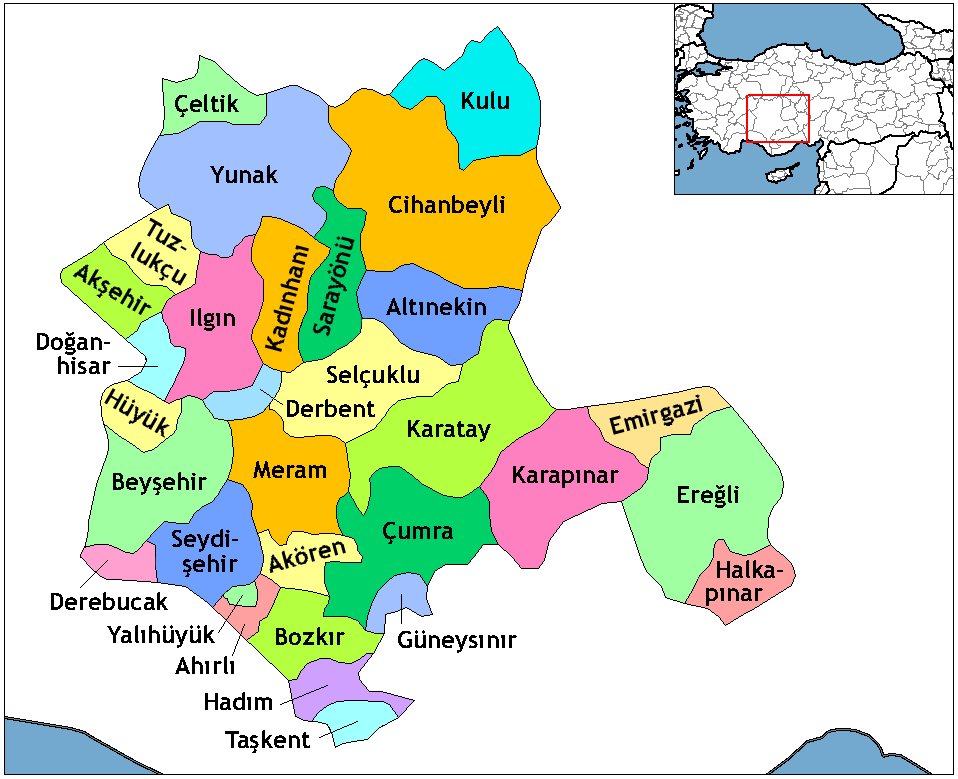
Адміністративний поділ Коньї

Ко́нья (тур. Konya, також Іко́нія, Іко́ніум, грец. Ἰκόνιον) — місто в Туреччині в центральній частині Анатолії. Центр однойменної провінції Конья.
Місто відоме своєю історією, має велику культурну та релігійну цінність.

## Історія

### Догрецький період
Місце було заселене дуже давно. При розкопках за 50 км на південь від міста знайдено поселення Чатал-Гуюк, історія якого тягнеться від 7500 до н. е.
Під назвою Куванна місто входило в Хеттське царство близько 4000 років тому, так само називалося і в Фригії.

### Римський та візантійський період
У грецьких документах місто фігурує як Іконіон. У Біблії Іконіон згадується в Діяннях святих апостолів, з містом пов'язані подорожі апостола Павла. У перекладах Біблії українською місто згадується як Іконія (Дії 14:1). Вважається батьківщиною св. Параскеви Іконійської (П'ятниці) з III ст. Також тут народилася Текла Іконійська (II ст).
За часів римського імператора Клавдія місто було передано ветеранам та отримало назву «Клавдіконіум».
Місто належало римській провінції Лікаонії, у грецькі часи місто належало Фригії. Археологічні розкопки в центрі міста (Аладін-тепе) привели до знахідок фригійських виробів приблизно 25 р. н. е., а також предметів, характерних для сусідніх провінцій Галатії, Каппадокії, Пісидії та Памфілії.
Як видно з імператорських монет, Іконіум мав право римської колонії. Іконіум особливо часто згадується в епоху хрестових походів.

### Сельджуки

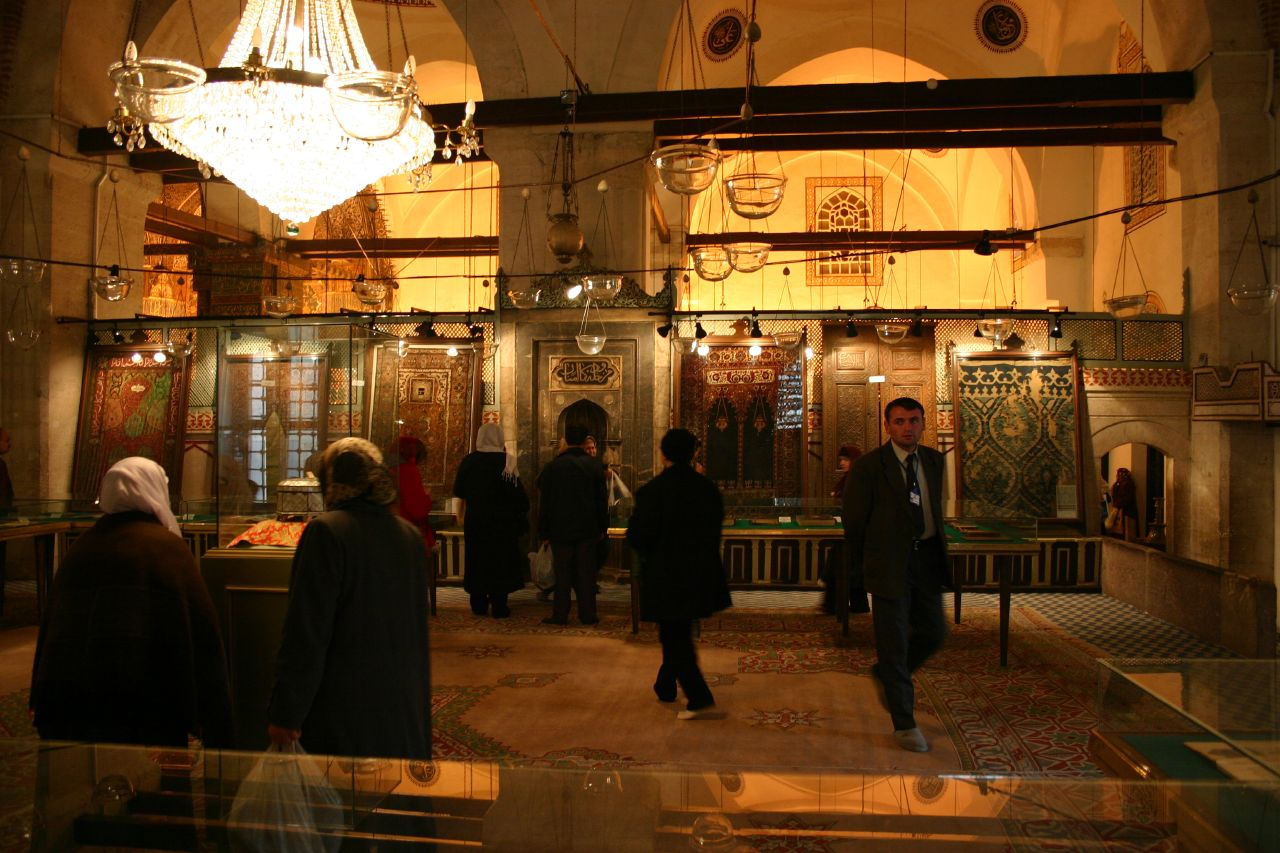
Музей при гробниці Румі в Коньї

Цей район у 1070-х роках зайняли сельджуки, Конья в період приблизно 1150—1300 років стала столицею великої імперії, що включала Іран та Ірак. Могутність сельджуцької держави поступово послаблювалась, у той час коли Іконіум був столицею, держава називалась Іконійський султанат, а назва Конья з'явилась через кілька століть. Тоді Конья була активним центром як османської, так і перської культури.
У сельджуцький період тут жив знаменитий поет та математик Омар Хаям (1048–1131). У XIII столітті тут жив Мевляна Джалаледдін Румі. У 1244 році він зустрів Шемса Тебрізі й утворив з ним суфійський орден Мевлеві. Румі помер 17 вересня 1273 року, його мавзолей досі вважається святим місцем та паломники постійно відвідують Конью, на свята дервіші влаштовують у його могили ритуал Сема.
Після монгольського завоювання Конья залишалася центром суфізму, по всьому сході організовувались ордена дервішів, подібні до Мевлеві.

### Османська імперія
В османські часи Конья була також центром дервішів та святим містом, куди сходились численні паломники.
21 грудня 1832 р. тут відбулася вирішальна битва між єгиптянами Ібрагіма-паші та османською армією великого візира Решида. Незважаючи на значну перевагу сил османів, вони зазнали повної поразки і сам Решид був тяжко поранений та потрапив у полон.

### Туреччина

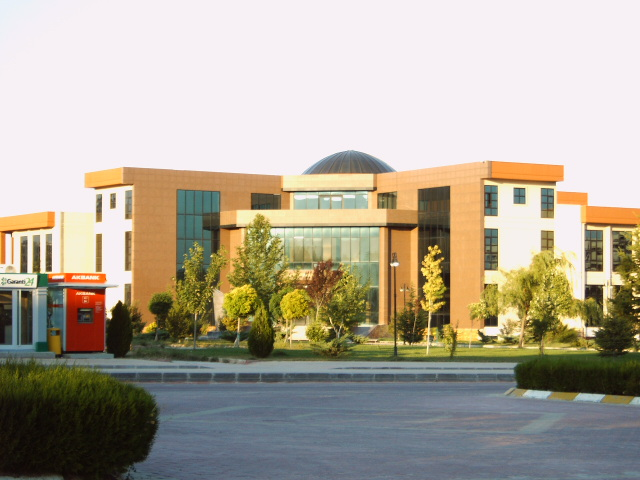
Бібліотека і архів Сельджуцького університету

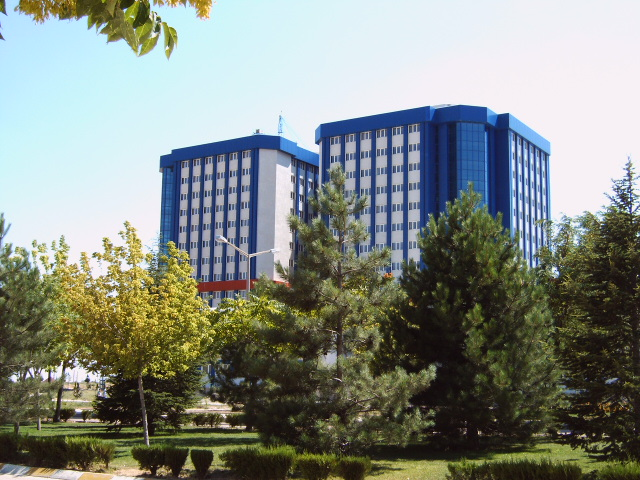
Факультет медицини Сельджуцького університету

У 1925 році Ататюрк вирішив, що дервіші заважають модернізації країни, та прийняв укази, по яким діяльність суфійських орденів заборонялась чи різко обмежувалась. Суфійські монастирі були переобладнані в музеї. Мавзолей Румі був також перетворений на музей у 1927 році.

## Пам'ятки культури, архітектура

#### Видатні місця
- Центр міста — унікальна сельджуцька архітектура
- Музей Мевляни — комплекс зі склепом Румі.
- Мечеть Селімійе, яку заснував султан Селім II в XVI столітті
- Музей Коюноглу — історичний та краєзнавчий
- Мечеть Алаєттина сельджуцького часу, XIII століття
- Медресе Бюйюк Каратай, нині музей
- Медресе Індже Мінаре, зараз музей прикладного мистецтва по дереву та каменю
- Археологічний музей
- Етнографічний музей
- Мечеть Шемса Тебрізі та його могила
- Мечеть Азізіє
- Мечеть Іплікчі — найстаріша сельджуцька мечеть, побудована в 1202 році
- Мечеть Шерефеттина, або мечеть Мевляни — османська мечеть, побудована в 1636 році
- Мечеть Хаджі Хасана

### Звичаї, пов'язані з місцевістю
У середині грудня щорічно проводяться фестивалі дервішів, що супроводжувалися танцями. Фестивалі носять більш світський, ніж релігійний характер.

## Відомі люди
- Параскева Іконійська П'ятниця (3-тє століття) — християнська свята та великомучениця.
- Амфілохій Іконійський (близько 340 року, Кесарія Каппадокійська — після 394 року) — єпископ Іконії.
- Сосипатр (апостол від 70) — перший єпископ Іконії.
- Тертій — другий єпископ Іконії, переписував Послання до римлян.